# Mammen-Stil

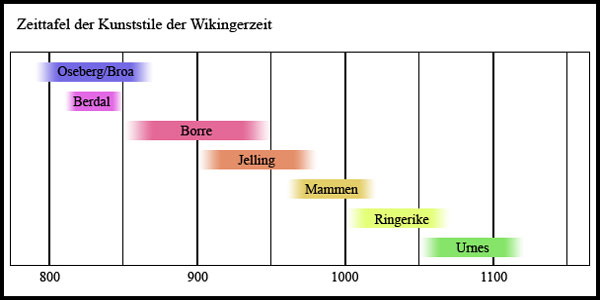
Zeittafel der Kunststile der Wikingerzeit

Der Mammen-Stil (auch: Jüngerer Jelling-Stil genannt) ist ein wikingerzeitlicher Kunststil in Dänemark und Skandinavien. Sein Verbreitungszeitraum reicht von der Mitte des 10. bis zum Anfang des 11. Jahrhunderts. Benannt ist er nach dem Axtfund aus einem Kammergrab von Mammen in Jütland. Er tritt an prunkvollen metallenen Gebrauchsgegenständen, Schmuckstücken, Schnitzarbeiten aus Horn sowie Bildsteinen dieser Zeit auf.

## Entstehung

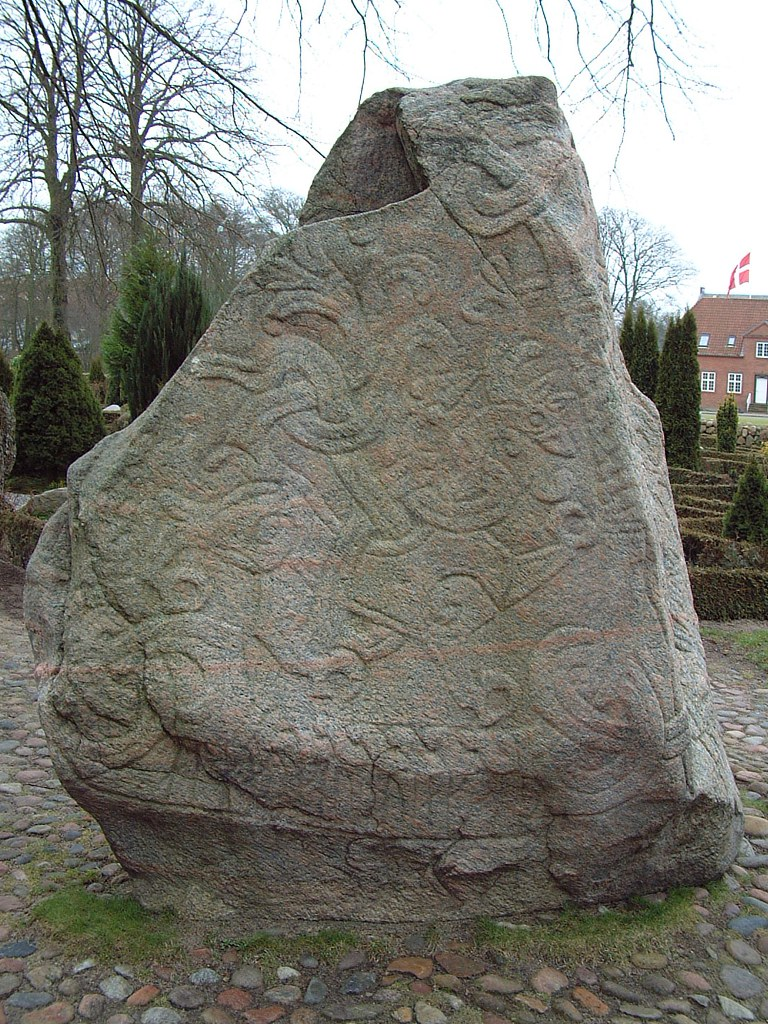
Das große Tier von Jelling. Löwendarstellung im Mammen-Stil, um den Hals eine Schlange, umgeben von Ranken. Runenstein, Jelling, Jütland, Dänemark.

Der Mammen-Stil entstand in der Mitte des 10. Jahrhunderts durch langsame Veränderung der Formen des vorausgehenden Jelling-Stils. Waren die im Jelling-Stil verwendeten Tierfiguren dadurch charakterisiert, dass sie lang, schmal und bänderartig gestaltet wurden, so wuchsen sie im Laufe der Zeit in die Breite und bekamen im Mammen-Stil stattliche Körper. Die Proportionen verringerten ihren Abstraktionsgrad. Die aus dem Jelling-Stil bekannten Hüftspiralen wurden größer. Als weiteres wichtiges Element wurde nun im Gegensatz zu den früheren wikingerzeitlichen Stilrichtungen mehr Wert auf florale Bestandteile gelegt. Anregungen dazu kamen vermutlich aus dem fränkischen und angelsächsischen Raum. In Westeuropa wurden seit dem 9. Jahrhundert in Buchmalerei und Metallkunst Blattmuster verwendet, vor allem Weinreben und Akanthusblätter. Im Mammen-Stil wurden diese Einflüsse aufgenommen und verarbeitet. Der Mammen-Stil näherte sich so in Motiven und Formensprache der gleichzeitigen englischen und deutschen Kunst an.

## Charakterisierung

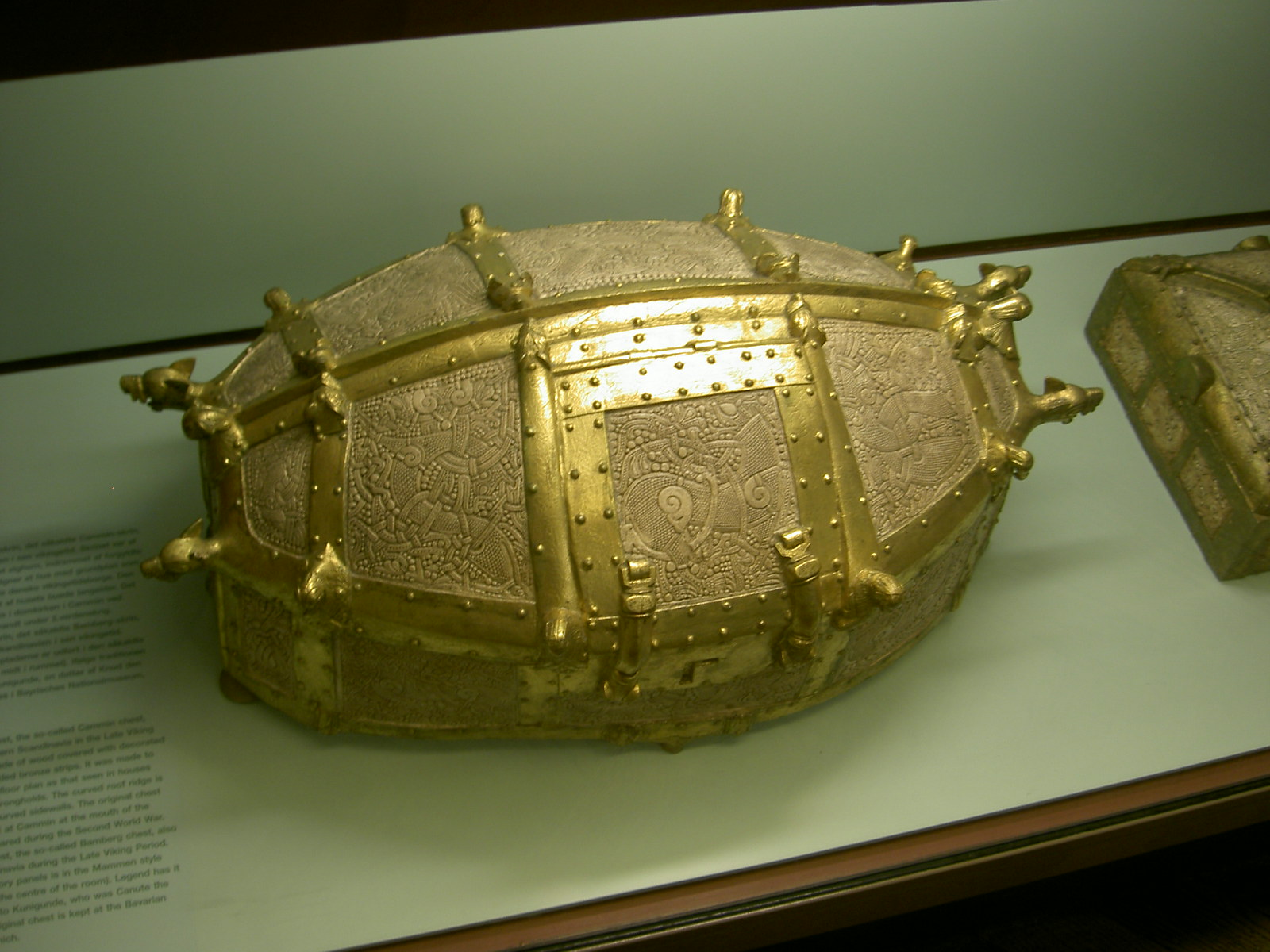
Schrein von Cammin. Original 1945 verloren gegangen, Nachbildung, Danmarks Nationalmuseum, Kopenhagen. Rechts ist die Nachbildung des Bamberger Schreins sichtbar.

Die Kunststile der Wikingerzeit sind Ornamentstile und setzen sich aus drei Motivbereichen zusammen:
- Figuren, also Menschen und Tierdarstellungen
- Pflanzendarstellungen (Ranken, Blätter) und
- geometrische Figuren (Kreise, Dreiecke, Spiralen).

Der Mammen-Stil legt im Gegensatz zu vorhergehenden Stilen nicht mehr nur vor allem Wert auf Figuren. Erstmals tauchen im Mammen-Stil auch Pflanzenmuster auf. Dazu werden Akanthus- und Weinranken aus westeuropäischen Vorbildern in die Formensprache der skandinavischen Künstler aufgenommen und umgearbeitet. In früheren wikingerzeitlichen Stilen werden die Elemente der Ornamente oftmals zu symmetrisch angeordneten Gruppen zusammengestellt. So zum Beispiel oft auf Rundfibeln, die im Borre-Stil aus gleichen Ornament-Dritteln oder -Vierteln bestehen und somit um ein Zentrum angelegt sind. Im Jelling-Stil, dem unmittelbaren Vorgänger, sind die langen, bandförmigen Figuren häufig symmetrisch um eine Mittelachse angeordnet. Der Mammen-Stil hingegen legt keinen besonderen Wert mehr auf Symmetrie. Als zweites Merkmal wird die Darstellung auf die zur Verfügung stehende Fläche des Gegenstandes ausgeweitet, ohne dass dabei mit Verdoppelung, Spiegelung oder sonstiger Füllung durch weitere Nebenmotive gearbeitet wird. Somit stehen im Mammen-Stil die Motive oft einzeln und füllen die zur Verfügung stehende Fläche ohne weitere Hilfsmotive. Drittens werden im Mammen-Stil auch deutlich asymmetrische Linienführungen bei gewundenen rankenartigen Auswüchsen verwendet. Dieses Merkmal entspringt der Notwendigkeit, auch ohne Hilfsmotive den zur Verfügung stehenden Raum auf harmonische Weise zur Gänze auszufüllen. Die kompakteren Tierkörper des Mammen-Stils weisen eine größere Fläche auf, die durch verschiedene Muster gefüllt wird. Entweder werden dafür Punkte verwendet oder es wird eine Billetierung vorgenommen. Analog zu den größeren Tierkörpern werden die schon im Jelling-Stil verwendeten spiralförmigen Hüftgelenke größer. Die Hauptumrisse der Figuren werden oft mit einer innen liegenden zweiten Linie hervorgehoben. Der Kopf wird wie schon im Jelling-Stil weiterhin im Profil dargestellt, an Stirn und Nacken tritt häufig ein Schopf auf.
Der Mammen-Stil wird manchmal als besonders vornehmer Stil angesehen, da er nicht auf Erzeugnissen der Massenproduktion auftritt, sondern überwiegend auf Einzelstücken aus kostbarem Material wie Silber oder Walross-Elfenbein. Möglicherweise liegt diese Einschätzung an den Fundumständen: Aus der späten Wikingerzeit sind nur noch wenige Gräber mit Schmuckbeigaben bekannt und die Funde können deshalb nur schwer verallgemeinert werden.

## Mammenaxt

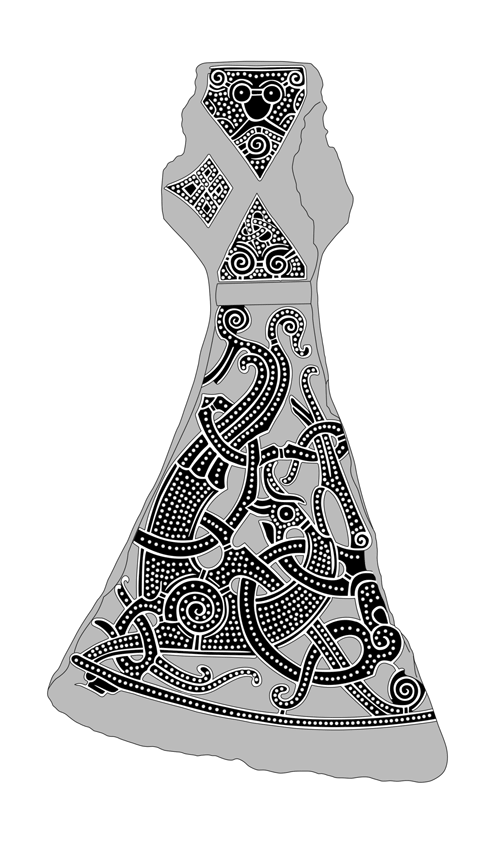
Die Mammen-Axt. Eisenaxt mit Ornament aus tauschierten Silberdrähten und -stiften, Resten von Niello, sowie Goldblecheinlagen in den Furchen zwischen Nacken und Blatt. Auf der zweiten Seite befindet sich ein rein florales Ornament. Aus einem auf 970/971 datierten reichen Männergrab bei Mammen, Jütland, Dänemark.

Die Mammenaxt ist einer der schönsten Funde aus der Wikingerzeit. Sie ist aus Eisen mit silbernen Einlagen. Die Motive der Axt können als christlich oder heidnisch wahrgenommen werden.
Auf einer Seite ist ein Baummotiv. Es kann den christlichen Baum des Lebens oder den heidnischen Baum Yggdrasil symbolisieren. Auf der anderen Seite eine Tierfigur – vielleicht der Hahn Gyldenkam oder der Vogel Phönix.

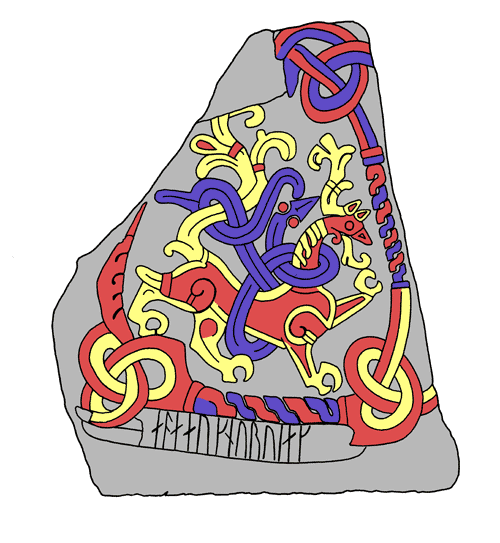
Großes Tier auf dem Runenstein König Haralds in Jelling, Jütland, Dänemark. Mammen-Stil. Umzeichnung mit mutmaßlicher originaler Farbgebung. Schwanz und Mähne laufen in Akanthusranken aus.
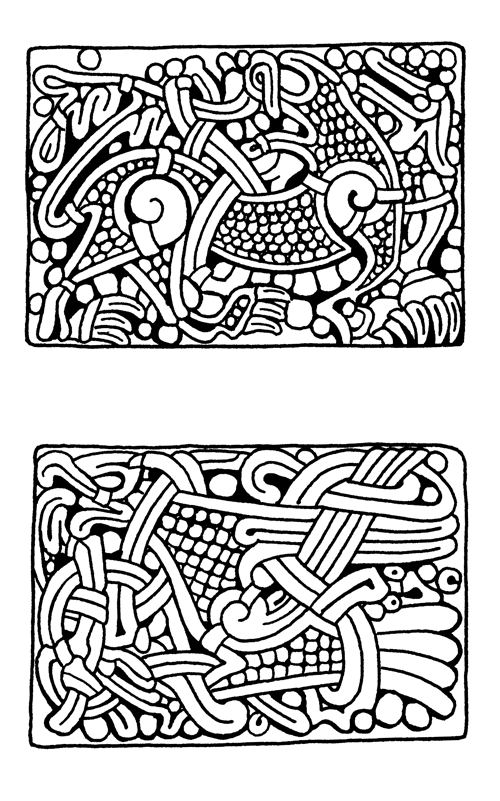
Zwei der im Mammen-Stil verzierten Felder des Schreins von Bamberg. Oben ein Löwe mit rückwärts gewandtem Kopf, unten ein Adler (Schnabel oben links, Flügel oben rechts, Schwanz unten rechts, Klaue unten links). Alles eingebettet in Rankengeflechte.
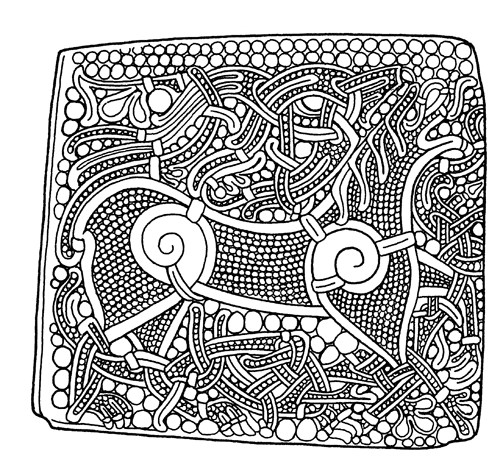
Feld aus dem verschollenen Cordula-Schrein von Cammin. Löwe, eingebettet im umgebenden Rankenwerk. Mammenstil.

## Beispielfunde
- Eiserne, silbertauschierte Axt sowie verzierte Textilienreste aus dem Kammergrab des Häuptlings von Mammen, Jütland, Dänemark, Danmarks Nationalmuseum, Kopenhagen
- Großer Stein von Jelling, Jütland, Dänemark
- Bamberger Schrein aus vergoldetem Kupfer, Zahnbein (vermutlich Walross), Holz, Bayrisches Nationalmuseum München
- Schrein von Cammin, Horn (vermutlich Elchgeweih), Holz, vergoldete Bronze, Danmarks Nationalmuseum, Kopenhagen (Nachbildung, Original im Zweiten Weltkrieg verloren gegangen)
- Stein von Thorleif, Kirk Braddan, Isle of Man, Großbritannien
- Schwertgriff von Sigtuna, Uppland, Schweden, Sigtuna Museer